# Tom Butler
Thomas "Tom" Butler (Halifax, 1878 - ?) fou un ciclista estatunidenc. Va guanyar una medalla de plata al Campionat del món de velocitat darrere del seu compatriota Major Taylor.
El seu germà Nat també es dedicà al ciclisme.

## Palmarès
- 1898
  -  Campió dels Estats Units en Velocitat